# The Daily
The Daily 是全世界首份以iPad為專有平台的電子報刊，由新聞集團所持有，於2011年創辦，但自創刊以來，The Daily年均虧蝕超過3千萬美元，因此在2012年12月，新聞集團宣佈於12月15日起停止營運The Daily。